# Захаревич Михайло Васильович
Миха́йло Васи́льович Захаре́вич (нар. 26 вересня 1950, Сосонка) — український актор, у 2018—2024 генеральний директор-художній керівник Національного академічного драматичного театру імені Івана Франка, Народний артист України (2004). Член-кореспондент Національної академії мистецтв України (2017).

## Життєпис
Народився 26 вересня 1950 у селі Сосонка, (Вінницький район, Вінницька область).
У 1972 закінчив Харківський інститут мистецтв імені Івана Котляревського, у 1989 році — Всесоюзний інститут підвищення кваліфікації працівників культури зі спеціальності менеджер.
У 1967—1968 — актор Вінницького обласного театру ляльок.
1972—1981 — актор Запорізького музично-драматичного театру ім. М. Щорса.
У 1981—1983 — заступник директора, 1983—1984 — директор Запорізького обласного театру ляльок.
У 1984—1992 — директор Запорізького музично-драматичного театру ім. М. Щорса.
У 1992—1994 — директор Київського академічного українського драматичного театру імені І. Франка.
З 1994 — генеральний директор Національного академічного драматичного театру імені І. Франка.
У 1996—2000 — перший заступник Міністра культури і мистецтв України.
2016 року захистив дисертацію «Національний академічний драматичний театр імені Івана Франка у динаміці соціокультурних перетворень 1920—2001 років», отримавши звання доктор філософії.
У 2018—2024 роках — генеральний директор-художній керівник Національного академічного драматичного театру імені І. Франка.
Доцент Київського національного університету театру, кіно, телебачення імені І. Карпенка-Карого. Автор численних статей, присвячених історії театру ім. І. Франка, економічним та адміністративним засадам функціонування театрального закладу.
З 1 лютого по 9 квітня 2021 року — голова Українського культурного фонду.

## Ролі в театрі
- Збишек — «Мораль пані Дульської» Г. Запольської,
- Малахов — «Зупиніть Малахова» Г. Агранова,
- Люсіндо — «Закохана витівниця» Лопе де Вега,
- Валерик — «Третя патетична» М. Погодіна.

## Нагороди
- 1989 — Заслужений працівник культури України
- 1999, 24 лютого — Заслужений діяч мистецтв України — за значний особистий внесок у розвиток українського театрального мистецтва, вагомі творчі здобутки[10]
- 2000, 17 січня — Почесна грамота Кабінету Міністрів України — за вагомий особистий внесок у розвиток української культури і мистецтва, високі досягнення у професійній діяльності[11]
- 2004, 21 серпня — Народний артист України — за вагомий особистий внесок у соціально-економічний, науковий та духовний розвиток України, зразкове виконання службового і військового обов'язку, багаторічну сумлінну працю та з нагоди 13-ї річниці незалежності України[12]
- 2010, 27 січня — Орден князя Ярослава Мудрого V ст. — за вагомий особистий внесок у розвиток українського театрального мистецтва, високий професіоналізм та з нагоди 90-ї річниці заснування Національного академічного драматичного театру імені Івана Франка[13]
- 2015, 27 березня — Орден князя Ярослава Мудрого IV ст. — за вагомий особистий внесок у розвиток українського театрального мистецтва, багаторічну плідну творчу діяльність, високу професійну майстерність[14]